# Groenhouten
Groenhouten is een buurt in de Nederlandse plaats Leusden. De buurt is onderdeel van de wijk Leusden-Centrum West en telt 2210 inwoners (2021).

## Herkomst van de naam
De naam Groenhouten is afkomstig van de gelijknamige boerderij die aan de Hamersveldseweg was gelegen. De oudste vermelding van deze boerderij dateert uit 1746. De boerderij is gesloopt toen de woonwijk werd aangelegd.

## Geschiedenis
Het gebied had oorspronkelijk een agrarisch karakter en kende zowel akkerbouw als veeteelt. In de 17e eeuw werd tevens gestart met de teelt van tabak.
De aanleg van de woonwijk Groenhouten was onderdeel van een structuurplan uit 1968. Het stedenbouwkundig plan werd ontworpen door D. Zuiderhoek, stadsarchitect van Amersfoort; de woningen waren grotendeels van de hand van architectenbureau Bakker en Boots. In 1969 werden de eerste gronden aangekocht. Bij de aanleg van de wijk is een aantal oude houtwallen en sloten behouden, maar de oude bebouwing is wel grotendeels verdwenen. De nieuwbouw is vooral gerealiseerd in de jaren 1972 tot 1976, met uitbreidingen in de jaren 1981 tot 1988.
Afgezien van boerderij Groenhouten werd ook boerderij ‘t Spul afgebroken. Voor deze laatste boerderij hadden de nieuwe wijkbewoners nog in 1976 een werkgroep opgericht, met als doel de boerderij te behouden voor de wijk. De gemeente besloot een jaar later echter tot afbraak. De monumentale tabaksschuur volgde in 1980.
De twee basisscholen de Groenhorst en het Kinderland zijn in 2014 gefuseerd tot het Kompas. In 2022 wordt nieuwbouw geopend waarin het Kompas en De Hobbit worden samengebracht onder de naam Integraal Kind Centrum Groenhouten.